# Жара (песня)
«Жара»  — песня российской певицы Инстасамки, выпущенная 17 марта 2023 года на лейбле Gamma Music и NaMneCash Music. Песня о том, «как артистка не считает деньги, помогает маме и сияет на билбордах», пишет хип-хоп-портал The Flow.

## Отзывы
Алексей Мажаев из InterMedia поставил песне оценку 4 из 10. Алексей назвал текст песни примитивным: «Инстасамка по обыкновению описывает свою роскошную жизнь, упоминает бренды и хвастается заработками, используя самые очевидные рифмы [...] Под предсказуемые биты звучит голос, который если чем и примечателен, то наглостью и самоуверенностью».

## Чарты

### Ежедневные чарты
| Чарт (2023)                   | Высшая позиция |
| ----------------------------- | -------------- |
| Россия (Яндекс Музыка)        | 7              |
| Россия (Apple Music)          | 13             |
| Москва (Apple Music)          | 7              |
| Санкт-Петербург (Apple Music) | 5              |
| Мир (VK Музыка)               | 5              |
| Россия (МТС Мюзик)            | 2              |
| Россия (YouTube Music)        | 3              |